# Vonóstrió
A vonóstrió háromtagú kamarazenei együttes.
Felépítése:
- hegedű
- brácsa
- cselló

## Főbb művek vonóstriókra
A vonóstriók a barokk trió szonáták későbbi korokra átmentődött változatai.
- Ludwig van Beethoven: Vonóstriók
- Joseph Haydn: Vonóstrió
- Arnold Schönberg: Vonóstrió
- Franz Schubert: Vonóstrió
- Anton Webern: Vonóstrió
- La Monte Young: Vonóstrió

## Különös hangszerelésű vonóstriók (tercettek)
- Antonín Dvořák: Vonóstrió (2 hegedű, brácsa)
- Robert Fuchs: Vonóstriók (3 db; 2 az op. 61-ből, 1 az op. 107-ből)
- Wolfgang Amadeus Mozart: Vonóstrió (2 hegedű, nagybőgő)
- Szergej Tanyejev: Vonóstrió (op. 21)

## Lásd még
- Vonósnégyes
- Vonósötös
- Vonósszextett